# Monika Obara
Monika Obara (ur. 21 lutego 1980 w Lublinie) – polska aktorka.

## Kariera aktorska
W czasach licealnych była aktorką lubelskiego Teatru Panopticum. W 2004 ukończyła studia na Wydziale Aktorskim PWSFTviT w Łodzi. W latach 2004–2005 występowała w Teatrze Polskim w Bydgoszczy.
Od 2006 jest aktorką Teatru Studio w Warszawie. Od 2019 występuje w spektaklu w reżyserii Michaela Gielety Projekt Laramie wystawianym na Scenie na Woli.

## Filmografia
- 2002: Samo życie, jako kelnerka
- 2003–2005: Sprawa na dziś, jako specjalista w spółdzielni
- 2004–2007: M jak miłość, jako Ela Müller, żona Stefana
- 2005: Parę osób, mały czas, jako Anka
- 2005: Oda do radości
- 2015: Uwikłani, jako Klaudia Wojtkowska, asystentka Adama (odc. 2 Adam. W szponach namiętności)
- 2021: The Office PL, jako Gosia Uszyńska

### Gościnnie
- 1997: Klan, jako pacjentka oddziału ginekologicznego
- 2005: Klinika samotnych serc, jako Alina
- 2010: Hotel 52, jako stewardesa Sara
- 2010: Szpilki na Giewoncie, jako kobieta z dzieckiem
- 2010: Ratownicy, jako policjantka
- 2010: Usta usta, jako prostytutka Nikola (odc. 4)
- 2011: Na Wspólnej, jako Ada, siostra Weroniki (odc. 1859, 1861, 1865)
- 2013: Prawo Agaty, jako matka (odc. 37)
- 2015: Prokurator, jako recepcjonistka (odc. 4)
- 2015: Dziewczyny ze Lwowa, jako siostra Igora (odc. 1)
- 2018: Druga szansa, jako kelnerka (odc. 5)
- 2018: Drogi wolności, jako pani Kotkowa (odc. 5)

### Dubbing
- 2020: Valorant - Reyna
- 2021: Potworna robota – Cutter
- 2021: Terminator 2: Dzień sądu – Sarah Connor[1]

## Sukcesy aktorki
- W 1999 otrzymała Nagrodę Teatru Polskiego w Poznaniu za udział w spektaklu „Realium abstrakcji” Teatru Panopticum[2]
- W 2004 zdobyła nagrodę Małgorzaty Badowskiej za rolę Pani Rozsiki w „Gezie-Dzieciaku” na XXII Festiwalu Szkół Teatralnych w Łodzi
- W 2004 zdobyła nagrodę Publiczności za najbardziej „elektryzującą” rolę żeńską na XXII Festiwalu Szkół Teatralnych w Łodzi